# Протесты в Венгрии против налога на Интернет
Протесты в Венгрии против налога на Интернет — серия протестов, состоявшихся в конце октября — начале ноября 2014 года в венгерской столице Будапешт и направленных против правительства Виктора Орбана, которое собиралось предложить к обсуждению законопроект о вводе налога на Интернет-траффик с 2015 года. Правящая правая партия предложила 21 октября 2014 года ввести определённый налог в сфере телекоммуникаций на использование Интернет-траффика: сначала его размер составлял 150 венгерских форинтов (около 49 евроцентов) за использование 1 ГБ информации, затем он вырос до 700 форинтов за месяц для физических лиц и 5 тысяч для юридических лиц.
Против этой идеи высказалось подавляющее большинство граждан, вышедших на протесты и обвинивших власти в нарушении основных прав человека и вмешательстве в его личную жизнь. После серии массовых протестов и международной критики правительство Венгрии 31 октября 2014 года заявило, что законопроект рассматриваться не будет.

## Налоговая реформа
Предложение о введении подобного налога было сделано в рамках реформы налогового законодательства, запланированной на 2015 год. О новом налоге объявил министр национальной экономики Михай Варга 21 октября 2014 года, предложив за использование 1 ГБ Интернет-трафика платить каждому лицу 150 форинтов, вне зависимости от того, получены ли эти данные или отправлены.

## Реакция

### В сети
Пользователи Facebook создали в тот же день страницу «Сто тысяч против налога на Интернет» (венг. Százezren az internetadó ellen) — страницу основал 27-летний блогер Балаж Гуляш, сын политика Зиты Гурмаи. Страница собрала за неделю 225 тысяч «лайков», а в другой соцсети Twitter распространились хештеги #internetado (венг. налог на Интернет), #netado (венг. налог на сеть) и #internettax. За неделю в сети также появилось большое количество интернет-мемов, посвящённых Виктору Орбану и партии «Фидес».

### Демонстрации
Гуляш стал организатором двух крупных акций протеста в Будапеште, выступив перед толпой. Первая акция состоялась вечером 26 октября и широко освещалась мировыми СМИ: на ней присутствовали десятки тысяч человек. Несмотря на заявленный мирный характер, сотни людей попытались после завершения акции разгромить штаб партии «Фидес». Были разбиты окна, повреждён фасад здания, а некоторые лица, ворвавшиеся в здание, разбили компьютерные мониторы. Полиция не разгоняла протестующих, хотя и охраняла здание. Шестеро человек были арестованы: среди них был и лидер ЛГБТ-движения Милан Рожа.
Несмотря на требования протестующих, партия отказывалась отменять налог, хотя и изменила его суть: по 700 форинтов за каждое физическое лицо и по 5 тысяч форинтов за юридическое лицо обязывалась платить уже компания, предоставляющая Интернет-услуги. Протестующие не приняли и это требование, после чего потребовали в течение 48 часов прекратить рассмотрение законопроекта, угрожая повторить демонстрацию. 28 октября вечером прошла вторая демонстрация, и подобные акции уже состоялись в других городах Венгрии и даже в польской Варшаве. События прошли без массовых беспорядков, хотя полиция усилила охрану у здания Парламента Венгрии. По оценке агентства Reuters, протестующих было около 100 тысяч. Гуляш заявлял, что это только начало, и предупредил о третьей демонстрации 17 ноября за день до голосования в парламенте по налогам.

### Международная реакция
Комиссар ЕС по цифровой политике Нели Крус осудила идею венгерского правительства, назвав её отвратительной и заявив, что дело не в правомочности предъявления таких налогов, а в том, что это ограничит в перспективе многим доступ в Интернет и не принесёт никакой экономической выгоды. В Twitter в своём сообщении от 22 октября 2014 Крус назвала подобную идею «позором венгерского парламента». Инициативу правительства высмеял британский телеведущий и комик Джон Оливер на телешоу Last Week Tonight with John Oliver.

## Отказ
31 октября 2014 года венгерское правительство всё же пошло навстречу протестующим и объявило, что налог не будет вводиться. Виктор Орбан сказал, что в текущей форме его нельзя вводить и что протестующие просто не так поняли идею. Орбан поручил Тамашу Дойчу, депутату Европарламента, организовать консультации на высшем уровне. Тем не менее, 17 ноября в назначенный день протестующие всё же вышли на улицы, но уже с призывами отправить Орбана в отставку. Люди уже стали выступать с призывами к борьбе против коррупции, изменении транспортного налога и призывами конфисковать предметы роскоши у некоторых политиков «Фидеса».

## Анализ
СМИ предполагали, что корни протестов кроются в протестах 2006 года, когда люди выступили против Венгерской социалистической партии. Партия «Фидес» пришла к власти в 2010 году, победив на выборах и спустя 4 года. Свои полномочия Виктор Орбан использовал для того, чтобы усилить своё влияние в стране: так он развивал экономические отношения не только с ЕС, но и с Россией.
Протестующие-сторонники Евросоюза обвиняли партию в жёсткой экономии, введении налогов в сферах энергетики и банковского дела, отказе от системы выплаты частных пенсий, введении законов о СМИ и заключении соглашения с Россией о поддержке АЭС Пакс, а также национализации магазинов табачных изделий. Протестующие обвиняли политиков в коррупции и в двойных стандартах: подобный закон против налога на Интернет хотели ввести ещё социалисты, и партия «Фидес» его раскритиковала в 2008 году.
10 декабря 2014 года, согласно опросу Medián, правящую коалицию поддерживали всего 26% (против 38% в прошлом опросе) из-за демонстраций против налога на Интернет и запрета США на въезд шести венгерским политикам. Партия потеряла около 900 тысяч избирателей, чего не случалось со времён протестов против правительства Ференца Дьюрчаня. Ещё в течение месяцев партия «Фидес» потеряла своё большинство в виде двух третей голосов, когда в парламент прошёл независимый депутат Золтан Кес. 12 апреля 2015 года в парламент прошёл депутат от «Йоббика», ослабивший позиции партии «Фидес», и именно «Йоббик» извлёк выгоду из падения популярности правящей партии.
Протесты были организованы неправительственными организациями и частными лицами, использовавшими разнообразную символику. Ференц Дьюрчань раскритиковал демонстрации, а проправительственные СМИ заявили, что к протестам причастна оппозиция. Издание Pesti Srácok.hu назвало организаторов «псевдогражданскими активистами»: Гуляш был членом Социалистической партии, а Вайда сотрудничал с партиями «Вместе 2014» и «Диалог для Венгрии» ещё на предыдущих выборах. В июне 2015 года протестующими была создана организация «Новая Венгерская Республика», а также объявлен референдум по ряду вопросов.